# نابرن
نابرن (به انگلیسی: Naburn) یک روستا و محله مدنی در بریتانیا است که در شهر یورک واقع شده‌است. نابرن ۵۱۶ نفر جمعیت دارد.